# 21-cm-Mörser 99
Der 21-cm-Mörser 99 (21cm Mrs 99) auch 21-cm-Stahlmörser ist ein schweres deutsches Belagerungsgeschütz, welches von der Firma Krupp vor dem Ersten Weltkrieg entwickelt worden war und in diesem Krieg eingesetzt wurde. Die technische Innovation dieses Geschütz war ein spezieller Stahl mit Nickelanteil, welche eine höhere Festigkeit besitzt als vorherige gegossene Geschütze. Dieser Mörser verfügt noch nicht über einen Rücklaufmechanismus. Die dynamische Entwicklung des Krieges ließen den Mörser schnell als veraltet gelten, doch einzelne Geschütze waren noch bei Ende des Krieges im Einsatz.

## Entwicklung
Im Jahr 1893 hatte Krupp einen Auftrag erhalten, die alten 21-cm-Mörser mit einem Bronze-Rohr zu ersetzen. Diese waren technisch überholt, da neue Legierungen in den Kruppschen Schmelzöfen produziert werden konnten. Die neuen Geschütze sollten eine größere Reichweite aufweisen und damit die inzwischen eingeführten Brisanzgranaten verschießen können. Dieser relativ neue Geschosstyp war leicht in der Lage, die bis dahin verbreiteten Befestigungen und Feldstellungen aus Mauerwerk und Erdaufschüttungen zu zerstören. Krupp konnte die Entwicklung bis 1898 abschließen und nach einer Erprobung erfolgte am 3. Juli 1899 die offizielle Einführung bei der Fußartillerie der kaiserlichen Armee gemäß der Allgemeinen Kabinettsorder.

## Technische Beschreibung
Der Mörser 99 ist ein kurzläufiger Hinterlader auf einer massiv gebauten, U-förmigen Festungslafette in der das Rohr mit einem großen Zapfen gehalten wird. Es gibt keinen Rücklauf- und Vorholmechanismus.
Das Rohr ist aus einem Stück gefertigt und verfügt über einen horizontalen Schiebeverschluss ohne separates Bodenstück. Eine neue Stahl-Nickellegierung verlieh dem Geschütz im Vergleich mit Bronze- und Gusseisen-Waffen eine bessere Materialfestigkeit. Durch den für einen Mörser dieser Epoche kleineres Kaliber war die Waffe insgesamt leichter und konnte gleichzeitig schwerere Geschosse über eine größere Entfernung verschießen. Die Geschosse und Beutelkartusche wurden hierfür getrennt geladen. Im Laufe der Jahre wurden unterschiedliche Geschosse entwickelt und auch die Munition des späteren Mörser 10 konnte verschossen werden.
Der Transport des Mörser 99 und Zubehör war nur in vier getrennten Lasten und 24 schweren Zugpferden möglich. Zu den Fahrzeugen gehörten der Bettungswagens I und II, der Rohrwagen und der Lafettenwagen. Vorne an der Lafette konnte eine Achse mit großen Holzspeichenrädern befestigt werden und das hintere Ende der Lafette wurde an einem Protzwagen eingehängt. Für den Transport des Rohrs gab es einen speziellen Rohrwagen mit einer Hebevorrichtung für die Montage und Demontage des Rohrs auf der Lafette. In der Stellung wurde die vordere Achse entfernt und durch zwei kleine Räder ersetzt, welche beim Schuss die Energie des Rückstoß aufnahmen, indem sie über je eine Holzrampe links und rechts nach oben rollten und dann durch die Schwerkraft wieder grob auf die vorherige Position auf der hölzernen Plattform unter der Lafette gebracht wurden. Dies führte dazu, dass das Geschütz vor jedem Schuss neu gerichtet werden musste. Ein seitliches Richten war bei dieser Methode auch nur durch den Einsatz großer Hebelstangen möglich. Alles in allem war die Technik zu Beginn des Ersten Weltkrieges veraltet.

### Bettungswagen I

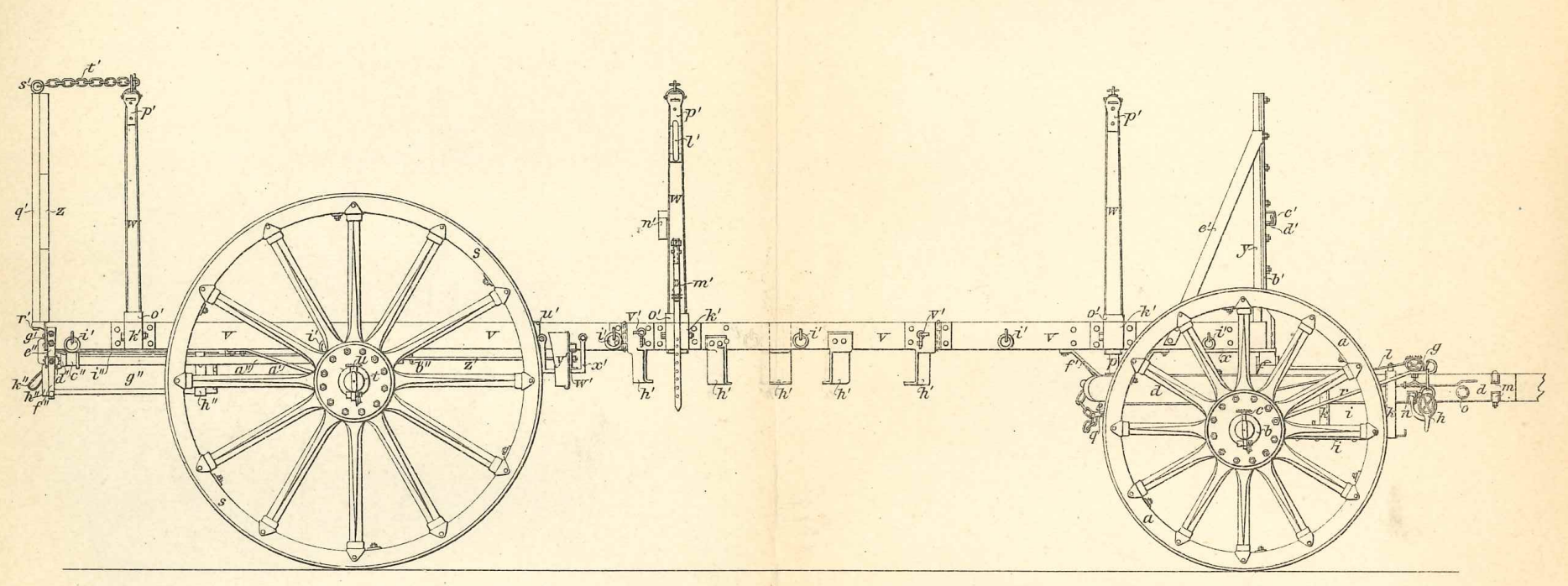
Bettungswagen I

Der Bettungswagen I für den 21-cm-Stahlmörser war ein sechsspännig gezogenes Pferdefuhrwerk und bestand aus einem Vorder- und Hinterwagen, welche durch ein Protznagelsystem zusammengehalten wurden. Er wurde zusammen mit dem Mörser am 3. Juli 1899 bei den Mörserbatterien der Fußartillerie eingeführt. Durch den Bettungswagen wurde ein Teil des Bettungsmaterial für einen Mörser transportiert. Dieser Wagen wurde zuerst neben der gewählten Feuerstellung in Position gebracht. Bevor das Bettungsmaterial jedoch abgeladen werden konnte, musste die Geschützmannschaft erst den Geschützstand und die Bettung ausheben. Der Bettungswagen I hatte am Vorderwagen eine lenkbare Achse mit Holzspeichenrädern und Stahlnaben, eine Deichsel und einen Zubehörkasten. Das Hinterwagengestell bestand ebenfalls aus einer Achse, welche jedoch starr war. Die Holzspeichenräder waren größer als am Vorderwagen und hatten ebenfalls eine Stahlnabe. Auf den Wagen konnten bis zu 2,1 t an Material geladen werden. Er war 5,8 m lang und 1,8 m hoch.

### Bettungswagen II

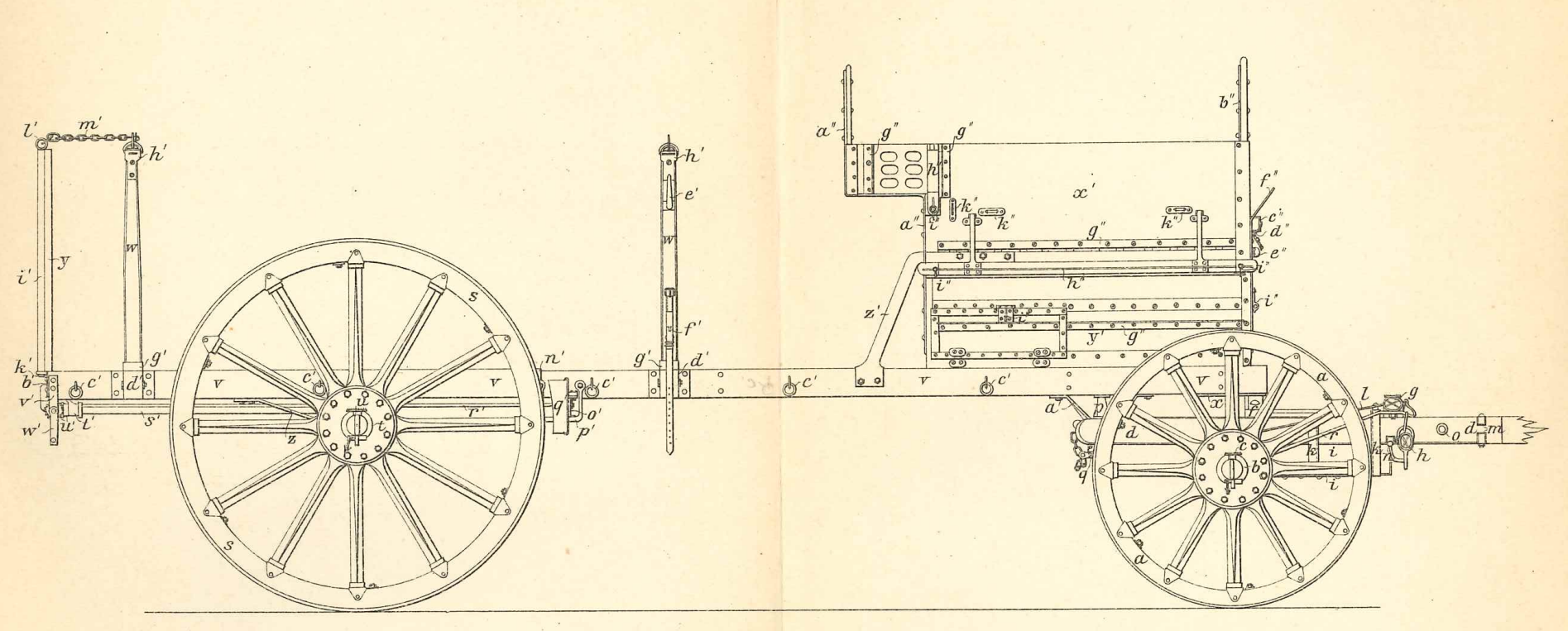
Bettungswagen II

Der Bettungswagen II für den 21-cm-Stahlmörser entsprach im Grundaufbau dem Bettungswagen I. Unterschiede gab es lediglich bei den Tragbäumen des Hinterwagengestells. Dieser hatte statt sechs nur vier Rungen mit Spannketten. Ein Vorratskasten oder Schanzzeug war bei diesem Wagen nicht vorhanden. Im vorderen Teil des Wagens befanden sich zwei, mit der vorderen Kopfwand verbundene Streben, welche einen oberen und unteren Wagenkasten aufnahmen. Dort drin wurden ein Messgerät, 15 Hacken, ein Feldbeil, sowie Zubehör und Vorratssachen verstaut. Mehrere Spriegel und eine Plane schützten den Wagenkasten und das Bettungsmaterial vor der Witterung. Der Bettungswagen II wurde, nachdem die Geschützmannschaft mit dem Ausheben der Stellung und Nutzung des Bettungswagen I fertig war, auf die Position des Bettungswagen I gefahren. Hier wurden das Messgerät und weiteres Bettungsmaterial zum weiteren Ausbau verwendet.

### Rohrwagen

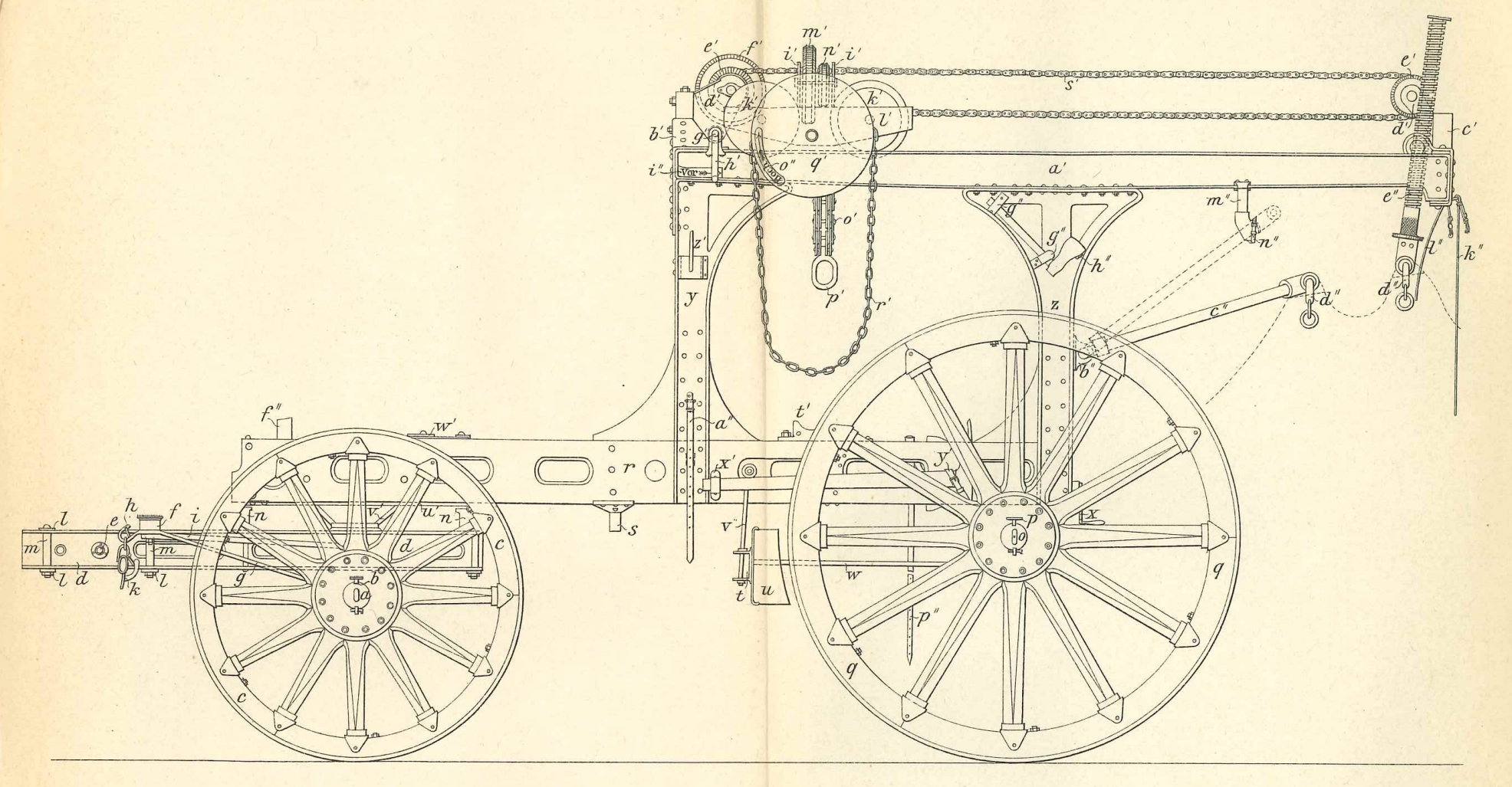
Rohrwagen für den 21-cm-Mörser

Mit der Einführung Rohrwagen des für den 21-cm-Stahlmörser erhielt jedes Mörserbataillonen der Fußartillerie ein Rohrwagen pro Geschütz. Der Rohrwagen bestand ebenfalls aus einem Vorder- und Hinterwagen mit stählernen Holzachsen, Holzspeichenrädern mit unterschiedlichen Durchmessern uns Stahlnaben. Die Konstruktion des Rohrwagens erleichterte der Geschützbedienung das Instellunggehen sehr. Besonderes Hebezeug musste nicht mehr genutzt werden und es mussten keine aufwendigen Konstruktionen gebaut werden. Nachdem die Bettungswagen und der Lafettenwagen weggezogen, die Bettung und Lafette aufgebaut waren, wurde der Rohrwagen in Stellung gebracht. Dieser wurde rückwärts auf die Lafette gefahren, sodass die Mittellinie des Wagens direkt über der Mittellinie der Lafette lag. Dann wurde das Rohr mithilfe der am Fahrzeug vorhandenen Hebevorrichtung in die Lafette gehoben. Die Hebekonstruktion bestand aus einem Lager mit Rieb- und Transporträdern, vier Laufrädern, einem Schneckenrad, einer Kurbel und Hand-, Zug- und Lastketten. Der Rohrwagen musste ebenfalls sechsspännig gezogen werden. Der beladene Rohrwagen hatte ein Gewicht von bis zu 4,3 Tonnen, was für jedes Pferd eine Zuglast von 716 kg bedeutete. Dadurch konnte der Transport nur auf befestigten Straßen durchgeführt werden.

## Fotogalerie

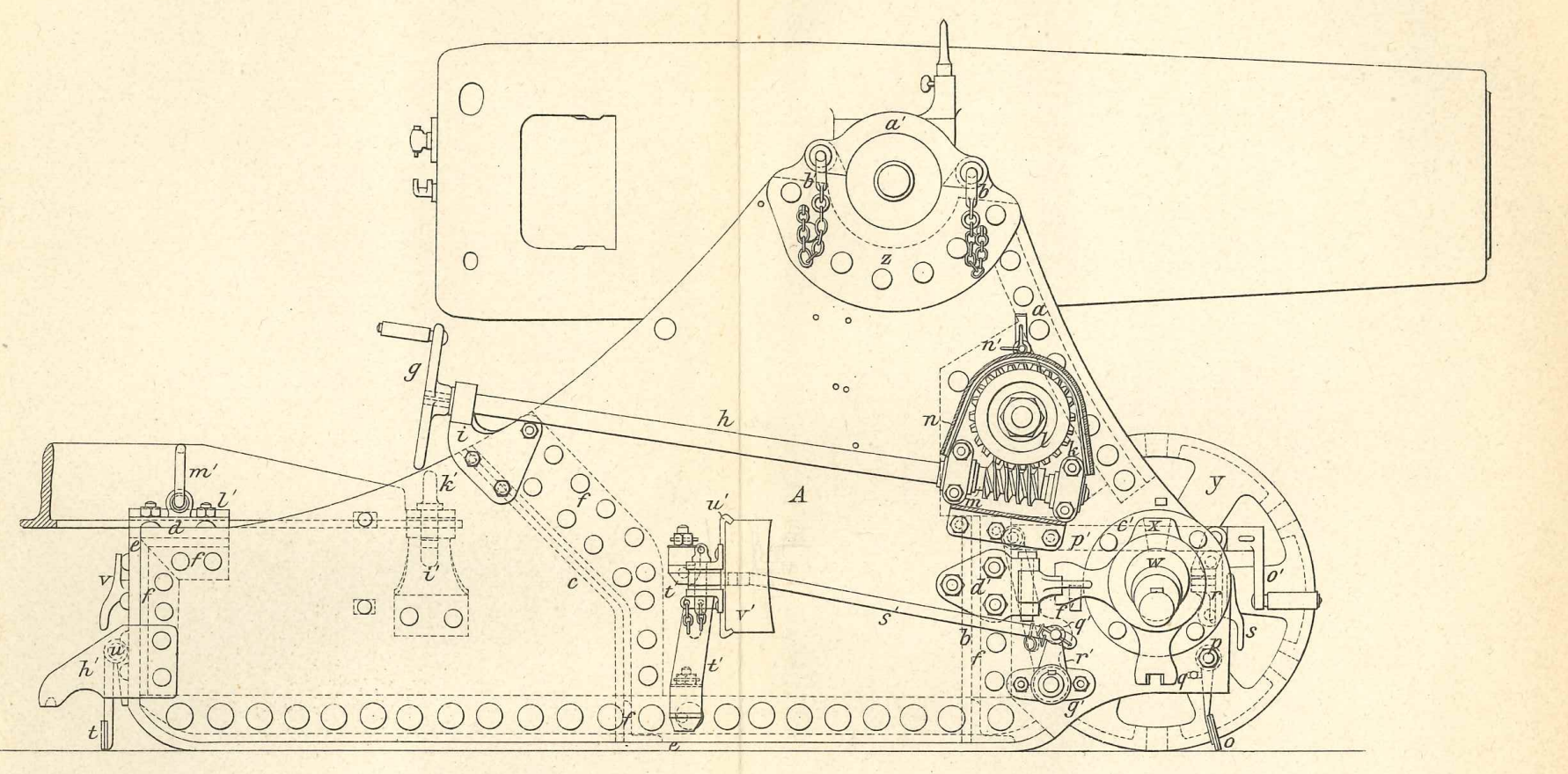
Lafette des 21-cm-Mörser im Querschnitt
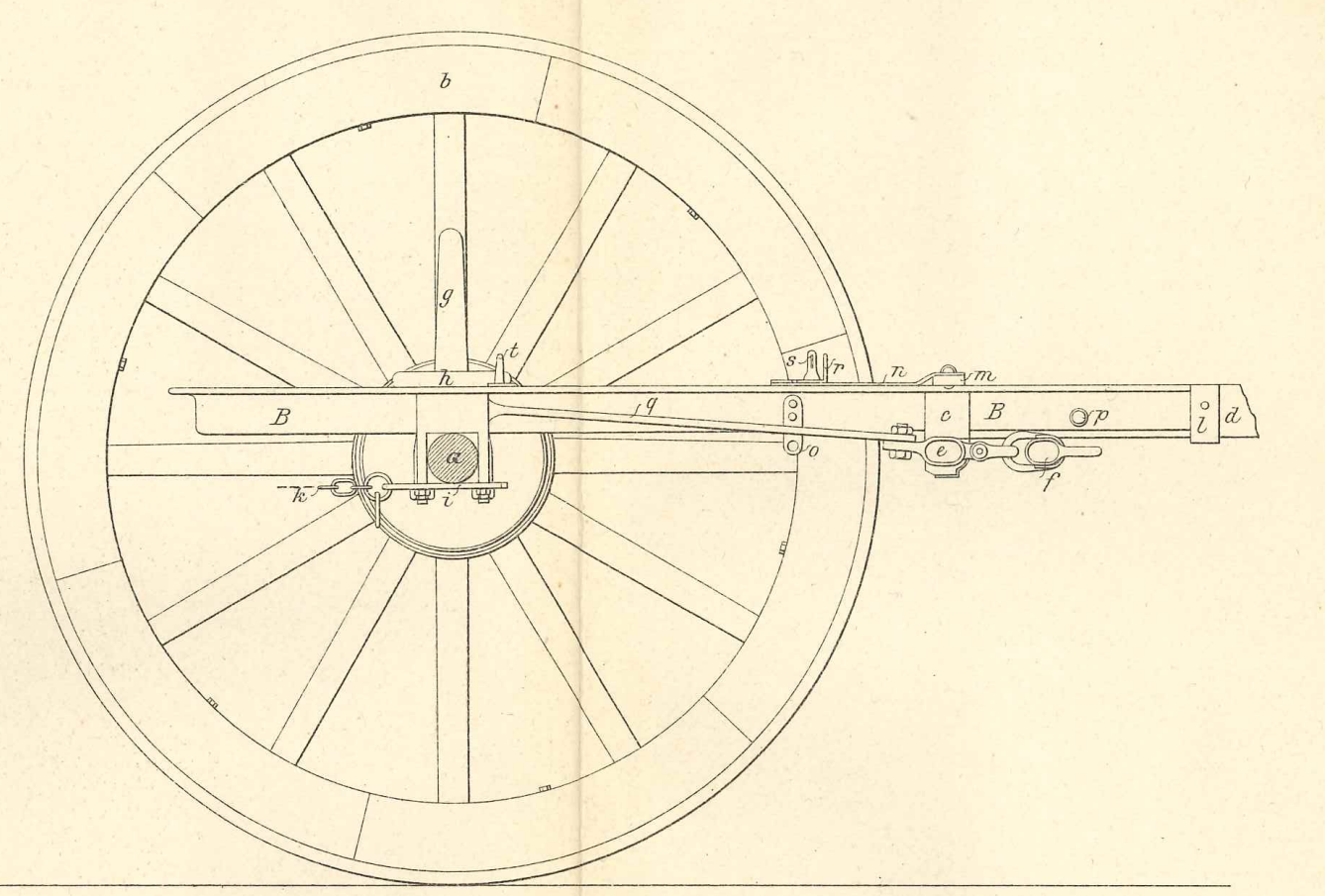
21-cm-Mörser Protze
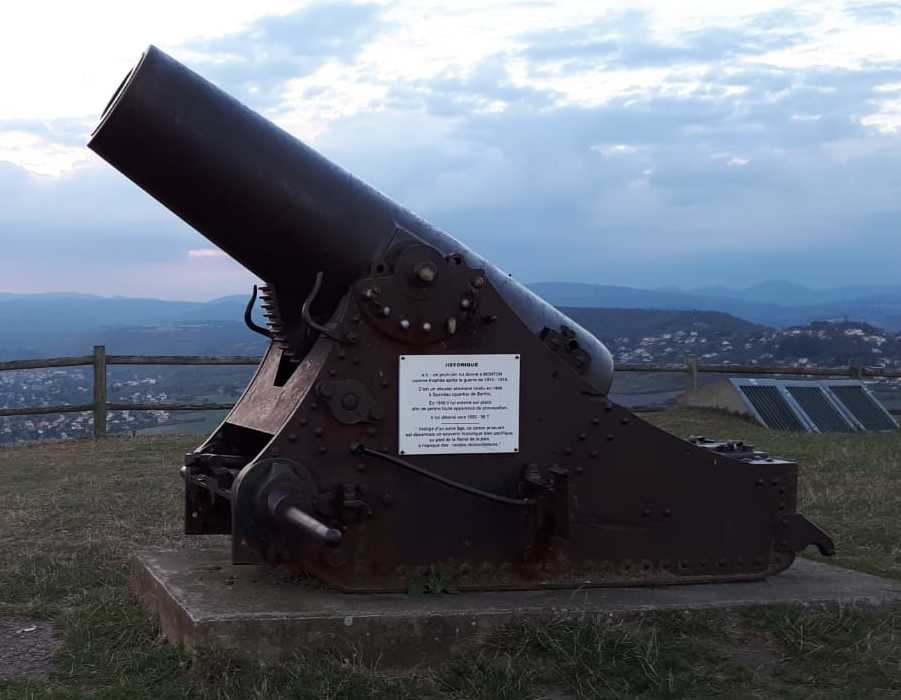
Ein Mrs 99 bei Mt. Monton Frankreich
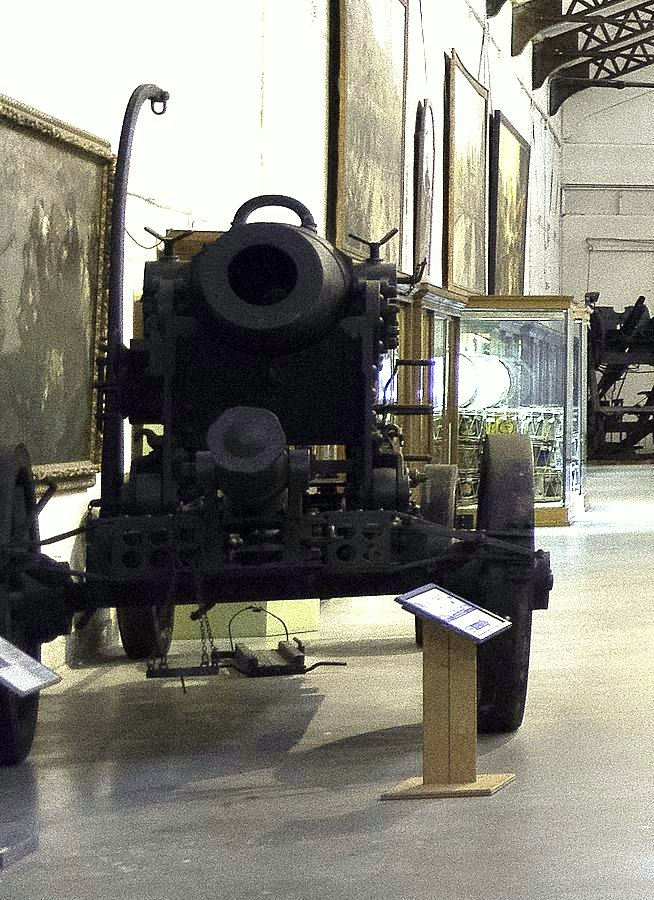
Ein Mrs 99 auf Feldlafette im Musée Royal de l’Armée, Brüssel
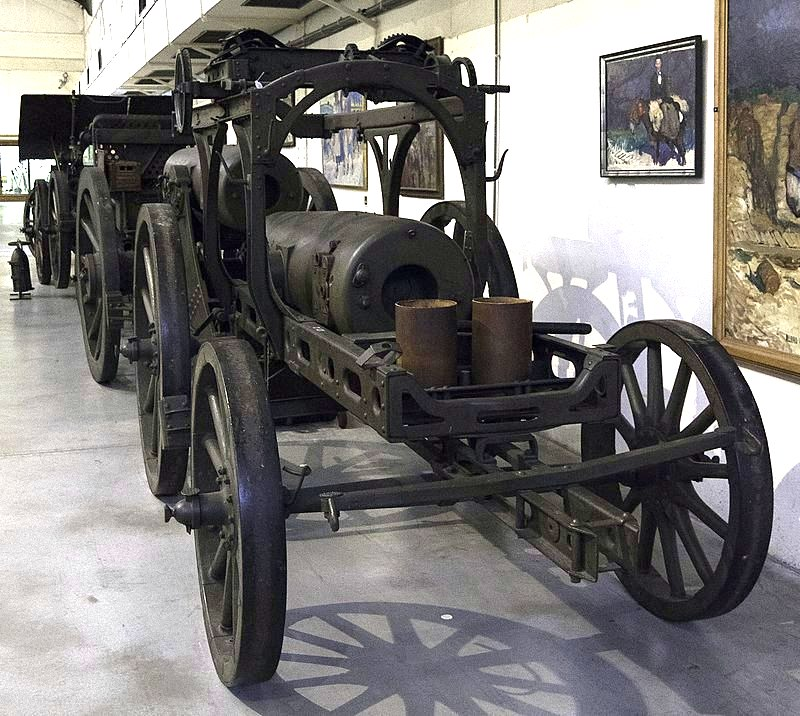
Ein Mrs 99 Rohr auf Transportwagen im Musée Royal de l’Armée, Brüssel
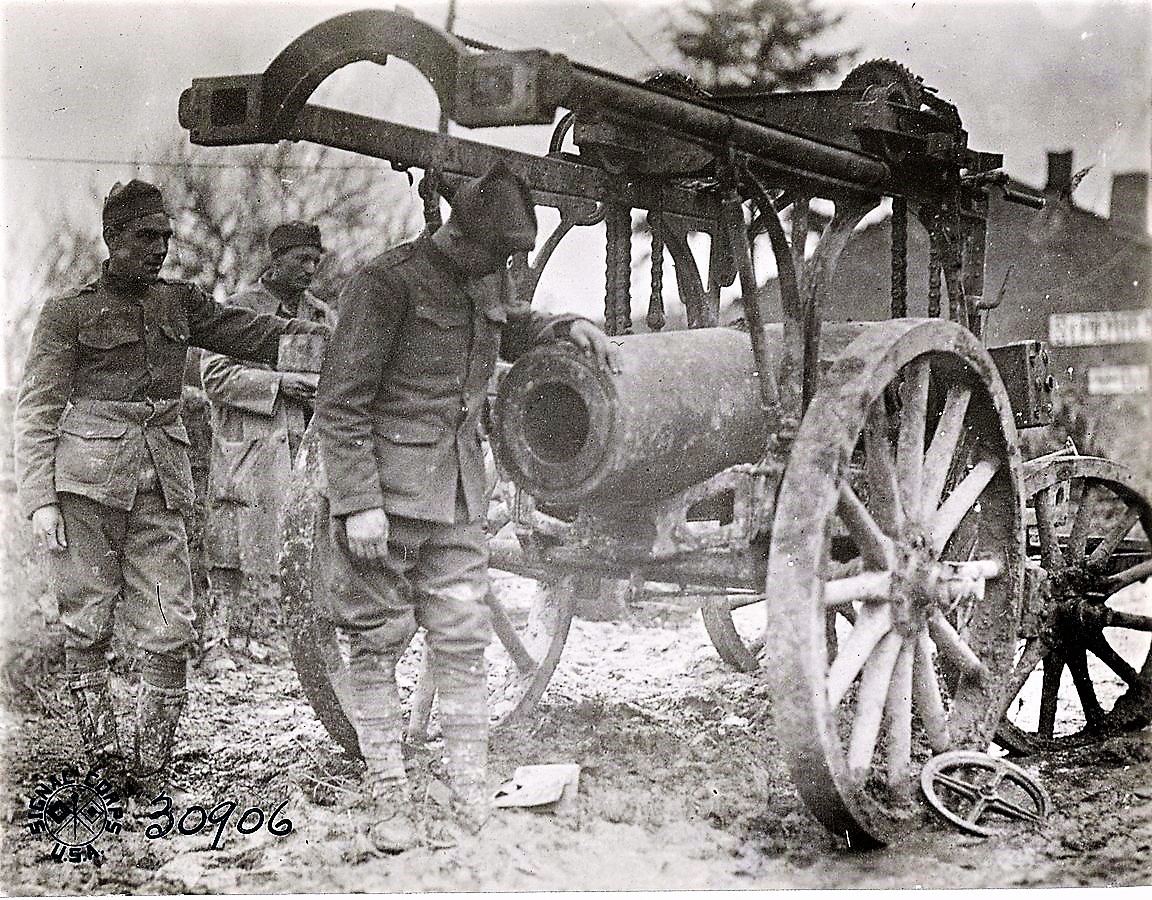
Ein erbeutetes Rohr des Mrs 99 auf Transportwagen
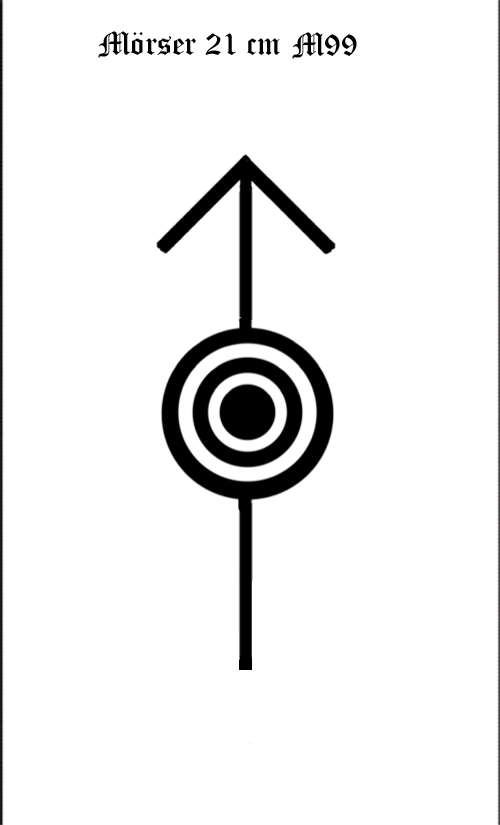
Taktisches Zeichen Mrs 99
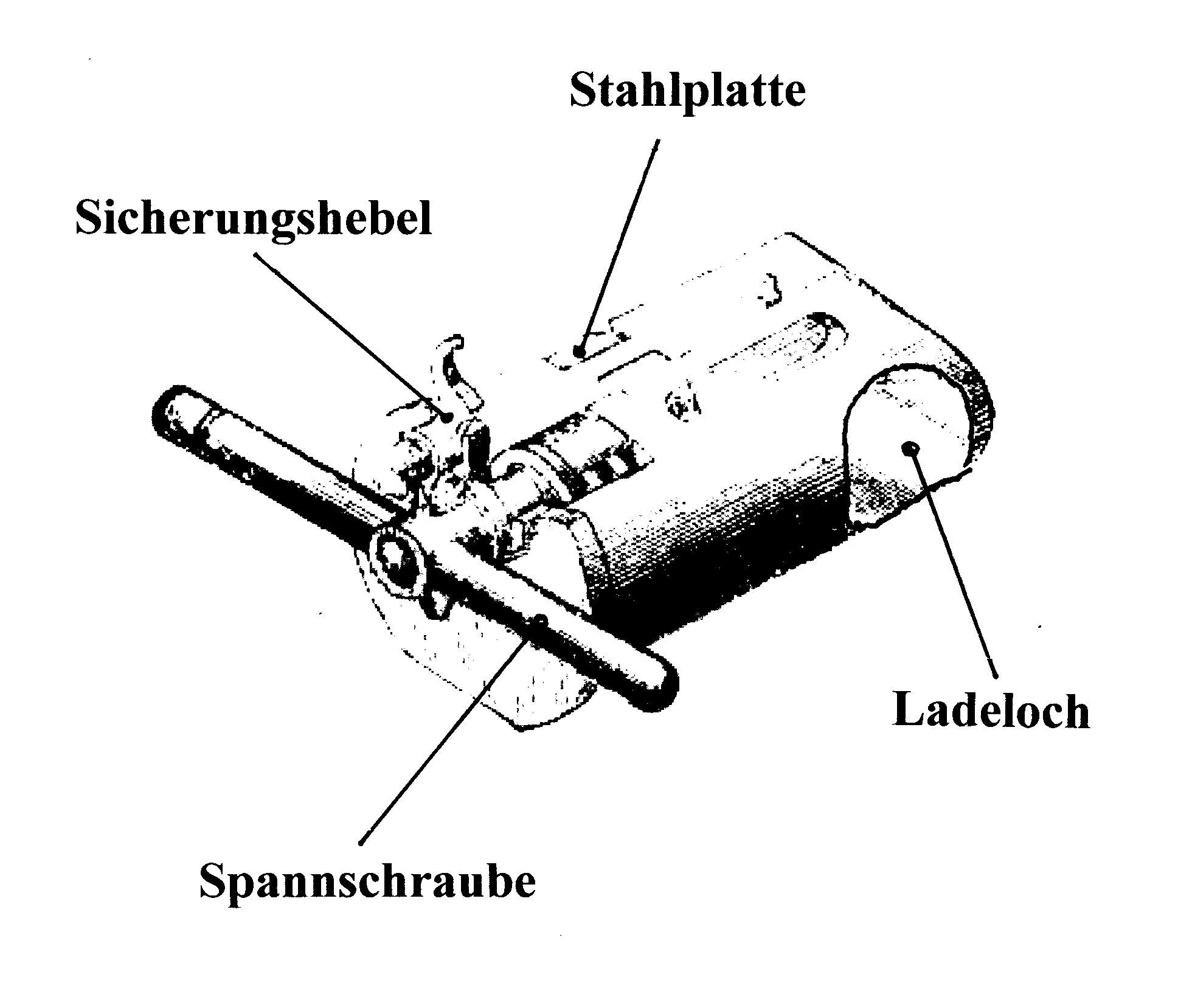
Der Verschluss des Mrs 99

## Einsatz

### Hintergrund
Zu Anfang des 20. Jahrhunderts hingen die militärischen Führer der großen Nationen noch an dem dynamischen und beweglichen Gefecht nach, welches den Einsatz von Kavallerie und bespannter Artillerie einen großen Spielraum gab. Niemand wollte die Bedeutung automatischer Waffen für das künftige Kampfgeschehen, wie sie als französisches Mitrailleuse Saint-Étienne modèle 1907 oder deutsches MG 08 eingeführt worden waren, zugeben. Die Belagerung von befestigten Orten existierte in den kriegerischen Auseinandersetzungen schon seit jeher und so gab es immer eine schwere Artillerie für diesen Zweck. Doch war die Zahl dieser speziellen Geschütze bei den europäischen Streitkräften recht gering, da niemand ihre kommende Rolle in den schweren Artilleriekämpfen der Westfront nach Beginn des Grabenkriegs voraussah. Der völlige Verlust der Beweglichkeit durch Schützengräben, Stacheldraht und Maschinengewehre, brachte die im Französisch-Deutschen-Krieg und im Russisch-Türkischen-Krieg mit Steilfeuergeschützen ausgerüstete Fußartillerie eine neue Rolle. Noch konnten Flugzeuge keine große Bombenlast tragen und die Aufgabe schwerste Zerstörung beim Gegner zu bewirken lag völlig bei der Artillerie. So wurden alle greifbaren Geschütze an die Front geholt, welche in den Depots und Festungen auf ihren Einsatz warteten.

### Kaiserliche Armee
Durch die gleichzeitige rasante Entwicklung der Feldartillerie und der damit einhergehenden Bedrohung durch gegnerisches Artilleriefeuer, wurden die 21-cm-Mörser 99 schon bald nach Indienststellung in die Reserve genommen.
Dies waren im Juli 1914 zwölf Batterien mit jeweils vier Geschützen. Eingesetzt wurden diese schweren Mörser bei den unbespannten Reserve-Fußartillerie-Bataillonen und in den folgenden Kriegsjahren auch bei den Landwehr-Fußartillerie-Bataillonen.